# Lista de cidades de Michigan

Localização de Michigan nos Estados Unidos.

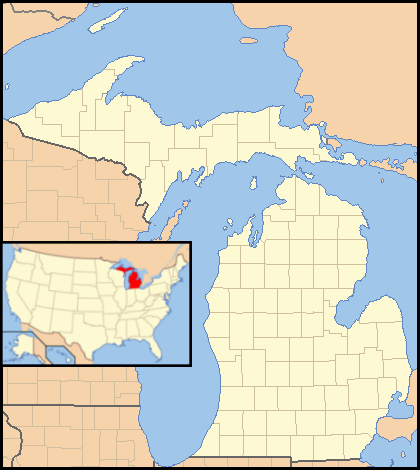
Divisões de Michigan por condados.

O Michigan é um estado localizado na Região Centro-Oeste dos Estados Unidos. De acordo com o Censo dos Estados Unidos de 2010, é o 8º estado mais populoso possuindo cerca de 9,884,129 habitantes, e o 22º maior por área de terra, abrangendo cerca de 146,435.1 quilômetros quadrados. O Michigan é dividido em 83 condados e contém 533 municípios incorporados consistindo de cidades e aldeias. Especificamente, Michigan tem 276 cidades, 257 aldeias, e 1.240 municípios.

## A
- Acme Township
- Ada Township
- Addison
- Adrian
- Ahmeek
- Akron
- Alanson
- Albion
- Algonac
- Allegan
- Allen
- Allen Park
- Allendale
- Allouez Township
- Alma
- Almont Township
- Almont
- Alpena
- Alpha
- Ann Arbor
- Applegate
- Argentine
- Armada
- Ashley
- Athens
- Atlanta
- Attica Township
- Au Gres
- Au Sable
- Auburn
- Auburn Hills
- Augusta

## B
- Bad Axe
- Baldwin
- Bancroft
- Bangor
- Baraga
- Barnes Lake-Millers Lake
- Baroda
- Barryton
- Barton Hills
- Battle Creek
- Bay City
- Bay Port
- Bay Shore
- Bay View
- Beal City
- Bear Lake
- Beaver Island
- Beaverton
- Bedford Township
- Beecher
- Beechwood
- Belding
- Bellaire
- Belleville
- Bellevue
- Belmont
- Bentley
- Benton Harbor
- Benton Heights
- Berzonia
- Bergland
- Berkley
- Berrien Center
- Berrien Springs
- Bessemer
- Beulah
- Beverly Hills
- Big Bay
- Big Rapids
- Bingham Farms
- Birch Run
- Birmingham
- Bitely
- Black River
- Blanchard
- Blissfield
- Bloomfield Hills
- Bloomfield Township
- Bloomingdale
- Boon
- Boyne City
- Boyne Falls
- Bradley
- Branch
- Brant
- Breckenridge
- Breedsville
- Brethren
- Bridgeport
- Bridgewater
- Bridgman
- Brighton
- Brimley
- Britton
- Brohman
- Bronson
- Brooklyn
- Brown City
- Brownlee Park
- Bruce Crossing
- Brutus
- Buchanan
- Buckley
- Buena Vista
- Burlington
- Burnips
- Burr Oak
- Burt
- Burt Lake
- Burton
- Byron
- Byron Center

## C
- Cadillac
- Caledonia
- Calumet
- Camden
- Canada Creek Ranch
- Canadian Lakes
- Cannonsburg
- Canton
- Capac
- Carleton
- Carney
- Caro
- Carp Lake
- Carrollton
- Carson City
- Carsonville
- Casco
- Caseville
- Casnovia
- Caspian
- Cass City
- Cassopolis
- Cedar
- Cedar Lake
- Cedar River
- Cedar Springs
- Cedarville
- Cement City
- Center Line
- Central Lake
- Centreville
- Ceresco
- Champion
- Channing
- Charlevoix
- Charlotte
- Chase
- Chassell
- Chatham
- Cheboygan
- Chelsea
- Chesaning
- Chesterfield
- Chippewa Lake
- Chocolay Charter Township
- Christmas
- Clare
- Clarklake
- Clarkston
- Clarksville
- Clawson
- Clayton
- Clifford
- Climax
- Clinton
- Clio
- Cloverdale
- Cohoctah
- Coldwater
- Coleman
- Coloma
- Colon
- Columbiaville
- Comins
- Commerce
- Comstock
- Comstock Northwest
- Comstock Park
- Concord
- Conklin
- Constantine
- Conway
- Cooks
- Coopersville
- Copemish
- Copper City
- Copper Harbor
- Coral
- Cornell
- Corunna
- Covert
- Covington
- Cross Village
- Croswell
- Crystal
- Crystal Falls
- Curran
- Curtis
- Custer
- Cutlerville

## D
- Dafter
- Daggett
- Dansville
- Davisburg
- Davison
- De Tour Village
- Dearborn
- Dearborn Heights
- Decatur
- Decker
- Deckerville
- Deerfield
- Deerton
- Deford
- Delton
- Detroit
- Detroi Beach
- De Witt
- Dexter
- Dimondale
- Dollar Bay
- Dorr
- Douglas
- Dowagiac
- Dowling
- Drayton Plains
- Drummond Island
- Dryden
- Dundee
- Durand

## E
- Eagle
- Eagle River
- East China
- East Detroit
- East Grand Rapids
- East Jordan
- East Lansing
- East Leroy
- East Tawas
- Eastlake
- Eastpointe
- Eastport
- Eastwood
- Eaton Rapids
- Eau Claire
- Eben Junction
- Eckerman
- Ecorse
- Edenville
- Edgemont Park
- Edmore
- Edwardsburg
- Elberta
- Elk Rapids
- Elkton
- Ellsworth
- Elm Hall
- Elmira
- Elsie
- Elwell
- Emmett
- Empire
- Engadine
- Erie
- Escanaba
- Essexville
- Estral Beach
- Eureka
- Evart
- Ewen

## F
- Fair Haven
- Fair Plain
- Fairgrove
- Fairview
- Falmouth
- Farmington
- Farmington Hills
- Farwell
- Felch
- Fennville
- Fenton
- Fenwick
- Ferndale
- Ferrysburg
- Fife Lake
- Filer City
- Filion
- Flat Rock
- Flint
- Flushing
- Forest Hills
- Forestville
- Fort Gratiot
- Foster City
- Fostoria
- Fountain
- Fowler
- Fowlerville
- Frankenmuth
- Frankfort
- Franklin
- Fraser
- Frederic
- Free Soil
- Freeland
- Freeport
- Fremont
- Frontier
- Fruitport
- Fulton

## G
- Gaastra
- Gagetown
- Gaines
- Galesburg
- Galien
- Garden
- Garden City
- Gaylord
- Genesee
- Germfask
- Gibraltar
- Gilford
- Gladstone
- Gladwin
- Glen Arbor
- Glenn
- Glennie
- Gobles
- Goetzville
- Good Hart
- Goodells
- Goodrich
- Gould City
- Gowen
- Grand Beach
- Grand Blanc
- Grand Haven
- Grand Junction
- Grand Ledge
- Grand Marais
- Grand Rapids
- Grandville
- Grant
- Grass Lake
- Grawn
- Grayling
- Greater Galesburg
- Greenbush
- Greenland
- Greenville
- Gregory
- Greilickville
- Grosse Ile
- Grosse Pointe
- Grosse Pointe Farms
- Grosse Pointe Park
- Grosse Pointe Shores
- Grosse Pointe Woods
- Gulliver
- Gwinn

## H
- Hadley
- Hagar Shores
- Hale
- Hamburg
- Hamilton
- Hamtramck
- Hancock
- Hanover
- Harbert
- Harbor Beach
- Harbor Point
- Harbor Springs
- Harper Woods
- Harrietta
- Harris
- Harrison
- Harrison Charter Township
- Harrisville
- Harsens Island
- Hart
- Hartford
- Hartland
- Harvey
- Haslett
- Hastings
- Hawks
- Hazel Park
- Hemlock
- Henderson
- Hermansville
- Herron
- Hersey
- Hesperia
- Hessel
- Hickory Corners
- Higgins Lake
- Highland
- Highland Park
- Hillman
- Hillsdale
- Holland
- Holly
- Holt
- Holton
- Homer
- Honor
- Hope
- Hopkins
- Horton
- Houghton
- Houghton
- Houghton Lake
- Houghton Lake Heights
- Howard City
- Howell
- Hubbard Lake
- Hubbardston
- Hubbell
- Hudson
- Hudsonville
- Hulbert
- Huntington Woods

## I
- Ida
- Idlewild
- Imlay City
- Indian River
- Ingalls
- Inkster
- Interlochen
- Ionia
- Iron Mountain
- Iron River
- Irons
- Ironwood
- Ishpeming
- Ithaca

## J
- Jackson
- Jamestown
- Jasper
- Jeddo
- Jenison
- Jerome
- Johannesburg
- Jones
- Jonesville

## K
- K. I. Sawyer Air Force Base
- Kalamazoo
- Kaleva
- Kalkaska
- Kawkawlin
- Kearsarge
- Keego Harbor
- Kendall
- Kent City
- Kenton
- Kentwood
- Kewadin
- Kimball
- Kincheloe
- Kinde
- Kingsford
- Kingsley
- Kingston
- Kinross

## L
- L'Anse
- La Salle
- Lachine
- Lacota
- Laingsburg
- Lake Angelus
- Lake Ann
- Lake City
- Lake Fenton
- Lake George
- Lake Leelanau
- Lake Linden
- Lake Michigan Beach
- Lake Odessa
- Lake Orion
- Lakeland
- Lakeside
- Lakeview
- Lakeville
- Lakewood Club
- Lambertville
- Lamont
- Lansing
- Lapeer
- Lathrup Village
- Laurium
- Lawrence
- Lawton
- Leland
- Lennon
- Leonard
- Leonidas
- Le Roy
- Leslie
- Levering
- Level Park-Oak Park
- Lewiston
- Lexington
- Lincoln
- Lincoln Park
- Linden
- Linwood
- Litchfield
- Little Lake
- Livonia
- Long Lake
- Loretto
- Lost Lake Woods
- Lowell
- Ludington
- Luna Pier
- Lupton
- Luther
- Luzerne
- Lyons

## M
- Macatawa
- Mackinac Island
- Mackinaw City
- Macomb
- Madison Heights
- Mancelona
- Manchester
- Manistee
- Manistique
- Manitou Beach-Devils Lake
- Manton
- Maple City
- Maple Rapids
- Marcellus
- Marenisco
- Marine City
- Marion
- Marlette
- Marne
- Marquette
- Marshall
- Martin
- Marysville
- Mason
- Mass City
- Mattawan
- Maybee
- Mayfield
- Mayville
- McBain
- McBride
- McMillan
- Mears
- Mecosta
- Melvin
- Melvindale
- Memphis
- Mendon
- Menominee
- Merrill
- Merritt
- Mesick
- Metamora
- Michiana
- Michigamme
- Michigan Center
- Middleton
- Middleville
- Midland
- Mikado
- Milan
- Milford
- Millersburg
- Millington
- Minden City
- Mineral Hills
- Mio
- Mohawk
- Moline
- Monroe
- Montague
- Montgomery
- Montrose
- Moorestown
- Moran
- Morenci
- Morley
- Morrice
- Moscow
- Mosherville
- Mount Clemens
- Mount Morris
- Mount Pleasant
- Muir
- Mullett Lake
- Mulliken
- Munger
- Munising
- Munith
- Muskegon
- Muskegon Heights

## N
- Nadeau
- Nahma
- Napoleon
- Nashville
- National City
- National Mine
- Naubinway
- Nazareth
- Negaunee
- New Baltimore
- New Boston
- New Buffalo
- New Era
- New Haven
- New Hudson
- New Lothrop
- New Troy
- Newaygo
- Newberry
- Newport
- Niles
- Nisula
- North Adams
- North Branch
- North Lake
- North Muskegon
- North Star
- North Street
- Northeast
- Northland
- Northport
- Northville
- Northwest
- Norton Shores
- Norvell
- Norway
- Nottawa
- Novi
- Nunica

## O
- Oak Grove
- Oak Park
- Oakland
- Oakley
- Oden
- Okemos
- Old Mission
- Olivet
- Omena
- Omer
- Onaway
- Onekama
- Onondaga
- Onsted
- Ontonagon
- Orchard Lake
- Orion
- Orleans
- Ortonville
- Oscoda
- Oshtemo
- Osseo
- Ossineke
- Otisville
- Otsego
- Ottawa Lake
- Otter Lake
- Ovid
- Owendale
- Owosso
- Oxford

## P
- Painesdale
- Palmer
- Palmyra
- Palo
- Paradise
- Parchment
- Paris
- Parma
- Paw Paw
- Pearl Beach
- Peck
- Pelkie
- Pellston
- Pentwater
- Perkins
- Perrinton
- Perronville
- Perry
- Petersburg
- Petoskey
- Pewamo
- Pickford
- Pierson
- Pigeon
- Pinckney
- Pinconning
- Pittsford
- Plainwell
- Pleasant Lake
- Pleasant Ridge
- Plymouth
- Pointe Aux Pins
- Pompeii
- Pontiac
- Port Austin
- Port Hope
- Port Huron
- Port Sanilac
- Portage
- Portland
- Posen
- Potterville
- Powers
- Prescott
- Presque Isle
- Prudenville
- Pullman

## Q
- Quincy
- Quinnesec

## R
- Ralph
- Ramsay
- Rapid City
- Rapid River
- Ravenna
- Ray
- Reading
- Redford Township
- Reed City
- Reese
- Remus
- Republic
- Rhodes
- Richland
- Richmond
- Richville
- Ridgeway
- Riga
- River Rouge
- Riverdale
- Riverside
- Riverview
- Rives Junction
- Rochester
- Rochester Hills
- Rock
- Rockford
- Rockland
- Rockwood
- Rodney
- Rogers City
- Rollin
- Romeo
- Romulus
- Roosevelt Park
- Roscommon
- Rose City
- Rosebush
- Roseville
- Rothbury
- Royal Oak
- Ruby
- Rudyard
- Rumely
- Ruth

## S
- Saginaw
- Sagola
- Saint Charles
- Saint Clair
- Saint Clair Shores
- Saint Helen
- Saint Ignace
- Saint Johns
- Saint Joseph
- Saint Louis
- Salem
- Saline
- Samaria
- Sand Creek
- Sand Lake
- Sandusky
- Sanford
- Saranac
- Saugatuck
- Sault Sainte Marie
- Sawyer
- Schoolcraft
- Scotts
- Scottville
- Sears
- Sebewaing
- Seneca
- Seney
- Shaftsburg
- Shelby Charter
- Shelby
- Shelbyville
- Shepherd
- Sheridan
- Sherwood
- Shingleton
- Sidnaw
- Sidney
- Silverwood
- Six Lakes
- Skandia
- Skanee
- Skidway Lake
- Smiths Creek
- Smyrna
- Snover
- Sodus
- Somerset
- Somerset Center
- South Boardman
- South Branch
- South Haven
- South Lyon
- South Range
- South Rockwood
- Southeast
- Southfield
- Southgate
- Spalding
- Sparta
- Spring Arbor
- Spring Lake
- Springfield
- Springport
- Spruce
- Stambaugh
- Standish
- Stanton
- Stanwood
- Stephenson
- Sterling
- Sterling Heights
- Stevensville
- Stockbridge
- Strongs
- Sturgis
- Sumner
- Sunfield
- Suttons Bay
- Swartz Creek
- Sylvan Lake

## T
- Tawas City
- Taylor
- Tecumseh
- Tekonsha
- Temperance
- Thompsonville
- Three Oaks
- Three Rivers
- Tipton
- Toivola
- Topinabee
- Tower
- Traverse City
- Trenary
- Trenton
- Trout Creek
- Trout Lake
- Troy
- Trufant
- Turner
- Tuscola
- Tustin
- Twin Lake
- Twining

## U
- Ubly
- Union
- Union City
- Union Lake
- Union Pier
- Unionville
- University Center
- Utica

## V
- Vandalia
- Vanderbilt
- Vassar
- Vermontville
- Vernon
- Vestaburg
- Vicksburg
- Vulcan

## W
- Wabaningo
- Wakefield
- Waldron
- Walhalla
- Walker
- Walkerville
- Wallace
- Walled Lake
- Walloon Lake
- Warren
- Washington Township, Gratiot County
- Washington Township, Macomb County
- Washington Township, Sanilac County
- Waterford
- Waters
- Watersmeet Township
- Watervliet
- Watton
- Wayland
- Wayne
- Webberville
- Weidman
- Wells Township, Delta County
- Wells Township, Marquette County
- Wells Township, Tuscola County
- Wellston
- Wequetonsing
- West Bloomfield Township
- West Branch
- West Olive
- Westland
- Weston
- Westphalia
- Westwood
- Wetmore
- Wheeler Township
- White Cloud
- White Lake Township
- White Pigeon
- White Pine
- Whitehall
- Whitmore Lake
- Whittaker
- Whittemore
- Williamsburg
- Williamston
- Willis
- Wilson Township, Alpena County
- Wilson Township, Charlevoix County
- Winn
- Wixom
- Wolverine
- Woodhaven
- Woodland
- Wyandotte
- Wyoming

## Y
- Yale
- Ypsilanti

## Z
- Zeeland

1. ↑  «Resident Population Data - 2010 Census» (em inglês). United States Census Bureau. Consultado em 21 de dezembro de 2010
2. ↑  «Appendix A. - Census 2000 Geographic Terms and Concepts» (PDF) (em inglês). United States Census Bureau. Consultado em 4 de setembro de 2011
3. ↑  «Michigan: 2010 Population and Housing Unit Counts 2010 Census of Population and Housing» (PDF). United States Census Bureau